# Tanko von Verden
Tanko von Verden, kurz Tanko, auch Tanco und Thanco geschrieben (* in Irland; † 808 in Verden), soll der dritte Bischof des Bistums Verden gewesen sein.